# Édouard Rowlandson
Édouard Rowlandson (* 20. Juli 1988 in Luxemburg, Luxemburg) ist ein französischer Volleyball- und Beachvolleyballspieler.

## Karriere Hallen-Volleyball
Édouard Rowlandson spielte als Jugendlicher Hallenvolleyball bei Le Touquet ACVB und ab 2005 im Centre National de Volley-Ball sowie in der Junioren-Nationalmannschaft, mit der er 2005 und 2006 jeweils die Silbermedaille bei der Europameisterschaft gewann. Von 2007 bis 2012 war der Libero bei Arago de Sète aktiv und kam zu 52 Einsätzen in der A-Nationalmannschaft, mit der er 2009 in der Türkei Vizeeuropameister wurde.

## Karriere Beachvolleyball
Seit 2011 spielte Rowlandson Beachvolleyball, zunächst erreichte er mit Grégori Brachard das Finale der französischen Meisterschaften, ein Jahr später gelang ihm das Gleiche an der Seite von Yannick Salvetti, mit dem er auch einige internationale Turniere bestritt. 2013 war Andy Cès sein Partner, und von 2014 bis 2016 spielte er mit Youssef Krou. Rowlandson/Krou gewannen im Oktober 2014 die FIVB Open in Xiamen. Bei der WM 2015 in den Niederlanden erreichten sie die Hauptrunde, in der sie gegen die späteren Weltmeister Alison Cerutti und Bruno Oscar Schmidt aus Brasilien ausschieden. Nach einer zweijährigen Pause gewann Rowlandson im September 2018 an der Seite von Olivier Barthélémy das FIVB 1-Stern-Turnier in Montpellier. Danach spielte Rowlandson bis März 2019 einige Turniere mit Krou und von April bis Juni 2019 einige Turniere mit Barthélémy. Mit Krou gewann er 2020 die französische Meisterschaft.

## Privates
Rowlandson hat einen englischen Vater und eine französisch-serbische Mutter sowie zwei jüngere Geschwister.